# Миофибриллы

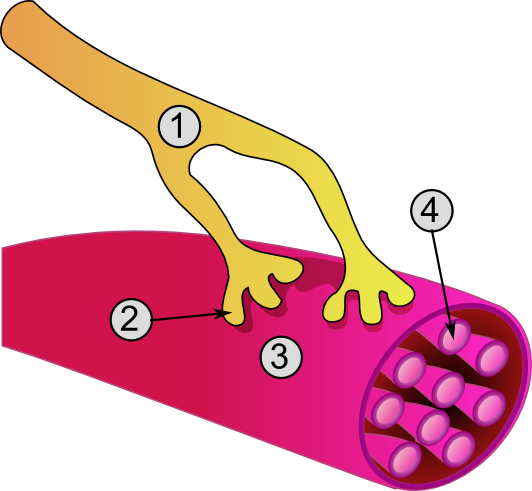
1. Аксон
2. Нервно-мышечное соединение
3. Мышечное волокно
4. Миофибриллы

Миофибри́ллы — органеллы клеток поперечнополосатых мышц, обеспечивающие их сокращение.
Служат для сокращений мышечных волокон. Миофибрилла — нитевидная структура, состоящая из саркомеров. Каждый саркомер имеет длину около 2 мкм и содержит два типа белковых филаментов: тонкие миофиламенты из актина и толстые филаменты из миозина. Границы между саркомерами (Z-диски) состоят из особых белков, к которым крепятся концы актиновых филаментов. Миозиновые филаменты также крепятся к границам саркомера с помощью нитей из белка титина (тайтина). С актиновыми филаментами связаны вспомогательные белки — небулин и белки тропонин-тропомиозинового комплекса.
У человека толщина миофибрилл составляет 1—2 мкм, а их длина может достигать длины всей клетки (до нескольких сантиметров). Одна клетка содержит обычно несколько десятков миофибрилл, на их долю приходится до 2/3 сухой массы мышечных клеток.